# Тайнинская улица
Тайни́нская улица — улица на северо-востоке Москвы, в Лосиноостровском районе Северо-восточного административного округа. Находится между Осташковской улицей и Стартовой улицей, продолжение улицы Лётчика Бабушкина. Названа по бывшему селу Тайнинское, которое позже вошло в город Мытищи Московской области.

## Расположение
Тайнинская улица является продолжением улицы Лётчика Бабушкина. Начинается от Осташковской улицы, пересекает Осташковский проезд, Магаданскую и Мезенскую улицы. После пересечения с улицей Малыгина продолжается как Стартовая улица.
Улица с двусторонним однополосным движением.

## Учреждения и организации
- дом 16, корпус 2 — библиотека СВАО № 92;
- дом 15, корпус 2 — детский сад № 2389;
- дом 15, корпус 3 — школа № 1955;
- дом 17, корпус 1 — Лосиноостровский ДЕЗ СВАО; Центр гигиены и эпидемиологии Москвы, филиал СВАО;
- дом 22А — детский сад № 769;
- дом 24 — почта № 345-И-129345; Сберегательный банк РФ (АКСБ РФ), Мещанское отд. № 7811/01220.

## Общественный транспорт
По улице проходят 2 маршрута автобусов и 1 электробусный (по состоянию на 06 января 2024 года):
- 181 Платформа Лось —  Бабушкинская -  Медведково - Осташковская улица
- 696 Платформа Лось —  Бабушкинская -  Медведково - Осташковская улица
- 393 Осташковская улица -  Медведково -  Бабушкинская - Ясный проезд